# Siganus virgatus

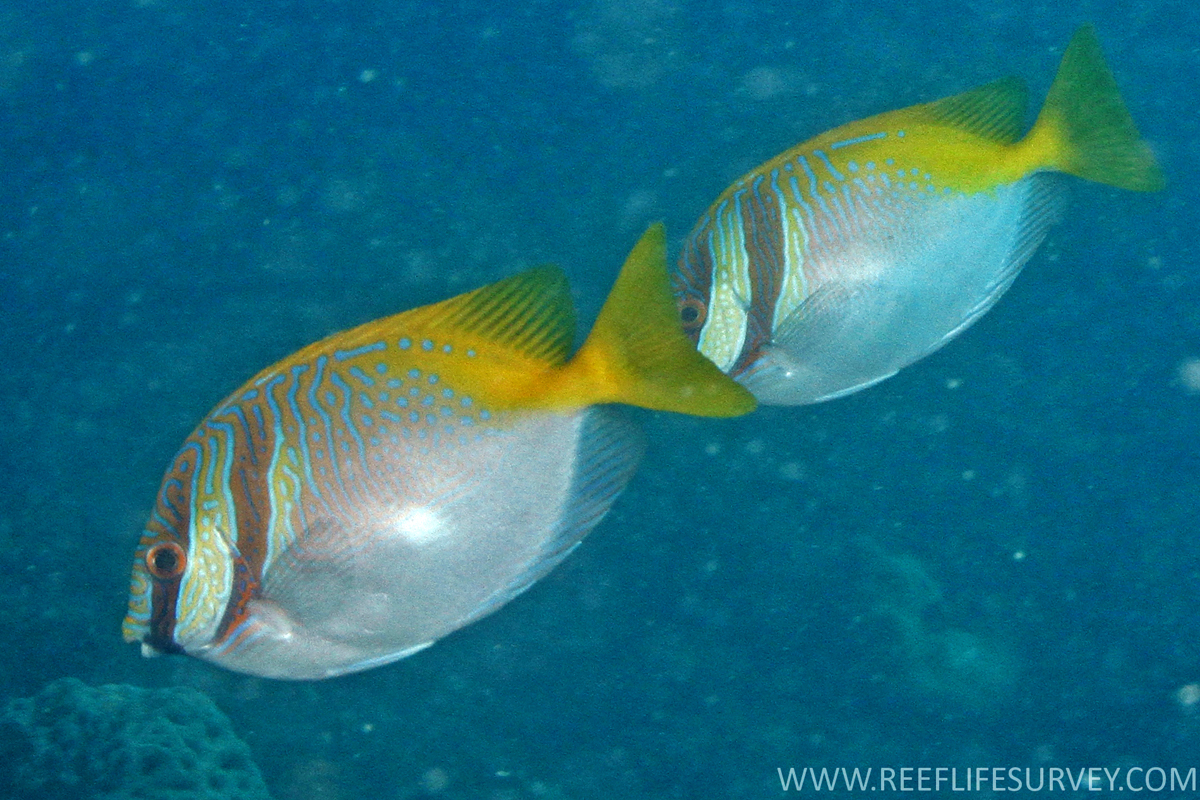
Pareja de Siganus virgatus en Cabo Leveque, Australia

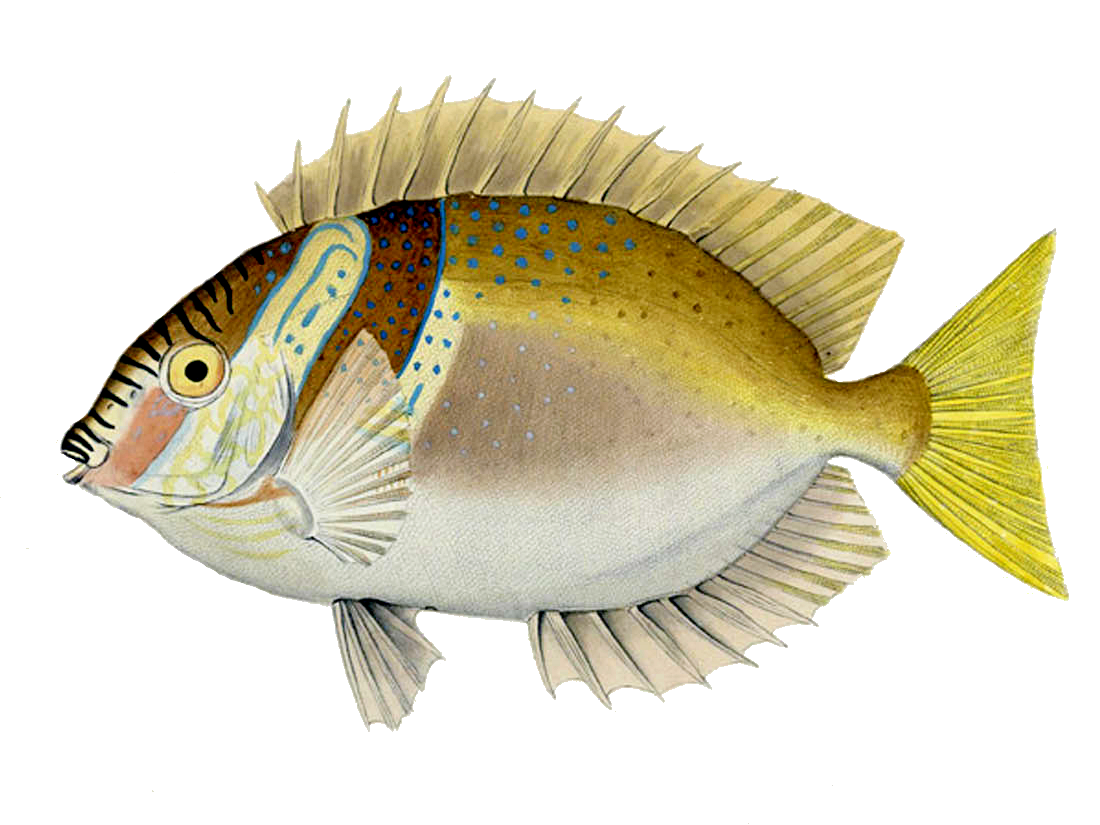
S. virgatus, ilustración de H. Schlegel, entre 1839 y 1844

Siganus virgatus es una especie de peces marinos de la familia Siganidae, orden Perciformes, suborden Acanthuroidei. 
Su nombre más común en inglés es Barhead spinefoot, o pie de espina de barra en la cabeza. El término spinefoot, o pie de espina, se utiliza también, aparte de rabbitfish, o pez conejo, para designar a los componentes del género Siganus. 

## Morfología
El cuerpo de los Siganidos es medianamente alto, muy comprimido lateralmente. Visto de perfil recuerda una elipse. La boca es terminal, muy pequeña, con mandíbulas no protráctiles. 
La coloración base de la cabeza, la mitad superior del cuerpo y las aletas, es azul pálido, salvo la dorsal y la caudal, que son amarillas. La mitad inferior del cuerpo y el vientre son blancuzco-plateados. La cabeza tiene una franja diagonal, de color marrón, que la recorre cruzando el ojo, desde la nuca, hasta la barbilla. Otra franja marrón diagonal se extiende desde la base de la 4ª o 5ª espinas dorsales, hasta la base de las aletas pectorales. Tanto la cabeza, como la mitad superior del cuerpo, están decorados con finos puntos y rayas amarillos, e irregulares. La parte central del cuerpo es de un tono rosado, y la parte posterior de la espalda amarilla. 
Se distingue de su pariente S. doliatus, en que éste tiene el cuerpo entero con rayas verticales, más o menos paralelas, y no tiene la base de los radios dorsales amarilla.

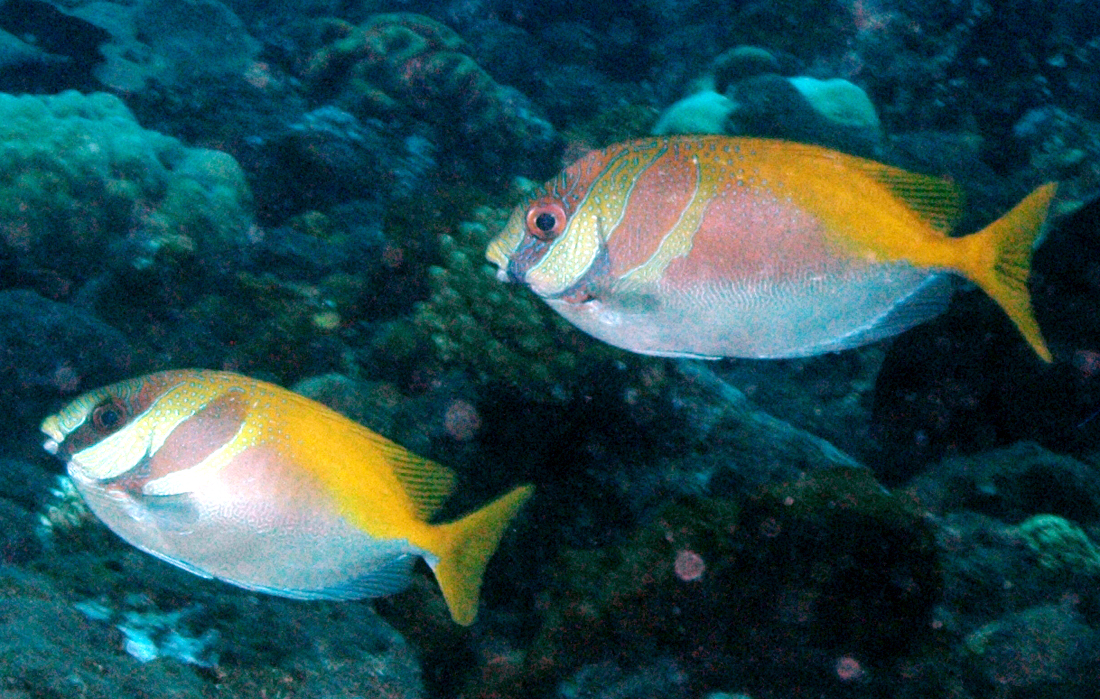
S. virgatus tiene puntos y rayas en la mitad superior del cuerpo, y la base de los radios dorsales amarilla
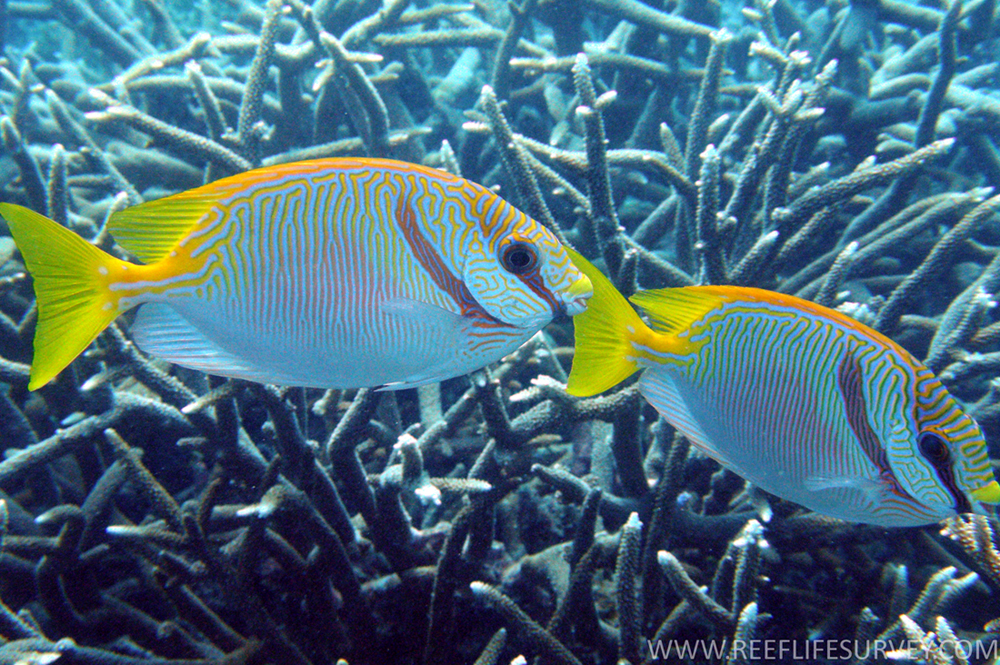
S. doliatus tiene rayado todo el cuerpo y sin mancha amarilla posterior

Cuentan con 13 espinas y 10 radios blandos dorsales, precedidos por una espina corta saliente, a veces ligeramente sobresaliente, y otras totalmente oculta. La aleta anal cuenta con 7 fuertes espinas y 9 radios blandos. Las aletas pélvicas tienen 2 espinas, con 3 radios blandos entre ellas, característica única y distintiva de esta familia. Las espinas de las aletas tienen dos huecos laterales que contienen glándulas venenosas.
El tamaño máximo de longitud es de 30 cm, aunque el tamaño medio de adulto es de 20 cm.

## Reproducción
Son ovíparos y de fertilización externa. Los huevos son adhesivos. El desove se produce al oscurecer, en los meses calurosos, coincidiendo con el ciclo lunar, en el primer cuarto de luna.
Poseen un estado larval planctónico, y desarrollan un estado postlarval, característico del suborden Acanthuroidei, llamado acronurus, en el que los individuos son transparentes, y se mantienen en estado pelágico durante un periodo extendido antes de establecerse en el hábitat definitivo, y adoptar entonces la forma y color de adultos.
S. virgatus está estrechamente relacionado con su pariente S. doliatus, con quien se hibrida, aparentemente, en la región Indo-Malaya.

## Alimentación
Son principalmente herbívoros, en un 84% de su alimentación. Progresan de alimentarse de fitoplancton y zooplancton, como larvas, a alimentarse de macroalgas bénticas y pequeños invertebrados.

## Hábitat y comportamiento
Habitan en aguas tropicales, asociados a arrecifes de coral costeros, en lagunas y arrecifes exteriores. Frecuentan zonas de coral duro y rocosas, con parches de arena. Son tolerantes con aguas turbias. Los juveniles grandes y los adultos ocurren en parejas en laderas de arrecifes y estuarios. Los juveniles pequeños habitan en manglares, moviéndose a los arrecifes en grupos pequeños, que se protegen entre corales.
Son diurnos, y por la noche duermen en grietas, desarrollando una coloración específica de camuflaje, en tonos pardos, y apagando sus vivos colores, en un ejercicio de cripsis, que también desarrollan cuando están estresados.
Su rango de profundidad es entre 1 y 20 metros, aunque se reportan localizaciones hasta 39 metros.

## Distribución geográfica
Estos peces se encuentran en el océano Pacífico oeste y el este del Índico. Desde el sur de India hasta Australia, y las islas Ryukyu al norte.
Están presentes en Andamán, Australia, Camboya, China, Filipinas, India, Indonesia, Japón, Malasia, Papúa Nueva Guinea, islas Ryukyu, Singapur, Sri Lanka, Tailandia, Taiwán y Vietnam.